# Sân bay quốc tế Jeju
Sân bay quốc tế Jeju (Hangul: 제주국제공항, Hanja: 濟州國際空港; romaja quốc ngữ: Jeju Gukje Gonghang, McCune-Reischauer; Cheju Kukche Konghang) (IATA: CJU, ICAO: RKPC) là sân bay lớn thứ 3 ở Hàn Quốc sau Sân bay Gimpo ở Seoul và Sân bay quốc tế Incheon ở Incheon. Sân bay này nằm ở thành phố Jeju. Sân bay này được thiết lập năm 1968.
Điểm đến của sân bay là nội địa Hàn Quốc, Trung Quốc, Nhật Bản và Đài Loan.

## Các hãng hàng không và các tuyến điểm
| Hãng hàng không         | Các điểm đến |
| ----------------------- | --- |
| Asiana Airlines         | Cheongju, Daegu, Fukuoka, Gwangju, Muan, Pohang, Sacheon, Seoul-Gimpo, Seoul-Incheon                                                                            |
| Air Busan               | Busan |
| China Eastern Airlines  | Bắc Kinh - Thủ đô, Hàng Châu, Thượng Hải - Phố Đông |
| China Southern Airlines | Trường Xuân, Đại Liên, Quảng Châu, Cáp Nhĩ Tân, Thẩm Dương |
| Eastar Jet              | Gunsan, Seoul-Gimpo, Cheongju |
| Jeju Air                | Busan, Cheongju, Hiroshima [theo mùa], Seoul-Gimpo,Đà Nẵng |
| Jin Air                 | Seoul-Gimpo, Đà Nẵng |
| Korean Air              | Bắc Kinh - Thủ đô, Busan, Cheongju, Daegu, Gwangju, Gunsan, Jinju, Nagoya-Centrair, Osaka-Kansai, Seoul-Gimpo, Seoul-Incheon, Tokyo-Narita, Ulsan, Wonju, Yeosu |
| TransAsia Airways       | Đài Bắc - Đào Viên |
| Uni Air                 | Cao Hùng |
| AirAsia X               | Kuala Lumpur |